# 1962 en France
Chronologie de la France
- 1958
- 1959
- 1960
- 1961
- 1962
- 1963
- 1964
- 1965
- 1966

article présente les faits marquants de l'année 1962 en France.

## Événements

### Janvier
- 1er janvier-30 juin : la France préside le Conseil de la Communauté économique européenne[1].
- 2 janvier : premier arraisonnement de langoustiers français par la marine brésilienne[2].
- 9 janvier : accord général de l'entreprise Neyrpic à Grenoble ; abaissement de l'âge de la retraite, réduction progressive du temps de travail sans baisse des salaires, extension des congés payés, reconnaissance de la section syndicale. Ces disposions sont remises en cause dès le 13 décembre par le nouveau PDG[3].
- 14 janvier : création de la Politique agricole commune (PAC), et du Fonds européen d'orientation et de garantie agricole (FEOGA)[4].

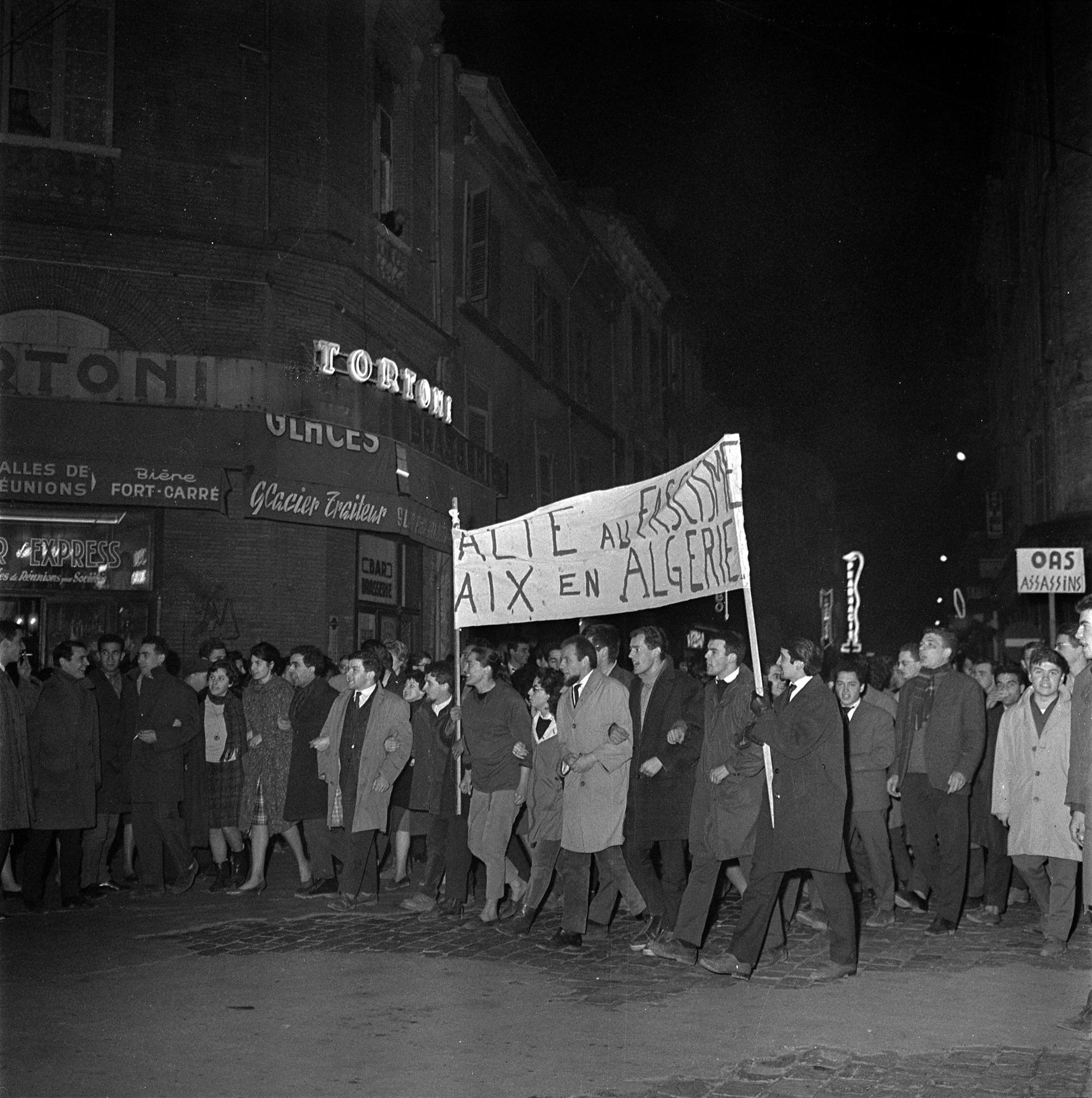
Manifestation anti OAS à Toulouse le 16 janvier.

- 18 janvier : remaniement ministériel ; Valéry Giscard d'Estaing succède à Wilfrid Baumgartner comme ministre des Finances et des Affaires économiques[5].
- 19 - 27 janvier : voyage inaugural du paquebot France du Havre vers les Canaries[5].
- 22 janvier : un attentat à la bombe au quai d'Orsay fait un mort et douze blessés[6].
- 24 janvier : pour l’anniversaire de la « semaine des Barricades », l’OAS commet de treize plasticages à Paris[6], dont certains visent le domicile de journalistes comme Françoise Giroud de L'Express , Michel Droit, Maurice Duverger, Gilles Martinet , Alain Savary, Jean-Louis Vigier  et Hubert Beuve-Méry, directeur du journal le Monde[7].
- 29 janvier :
  - présentation de la première collection Yves Saint Laurent[5].
  - explosion de la villa Andréa à El Biar, QG des barbouzes. Huit hommes sont tués par un colis piégé par l'OAS[6].

### Février

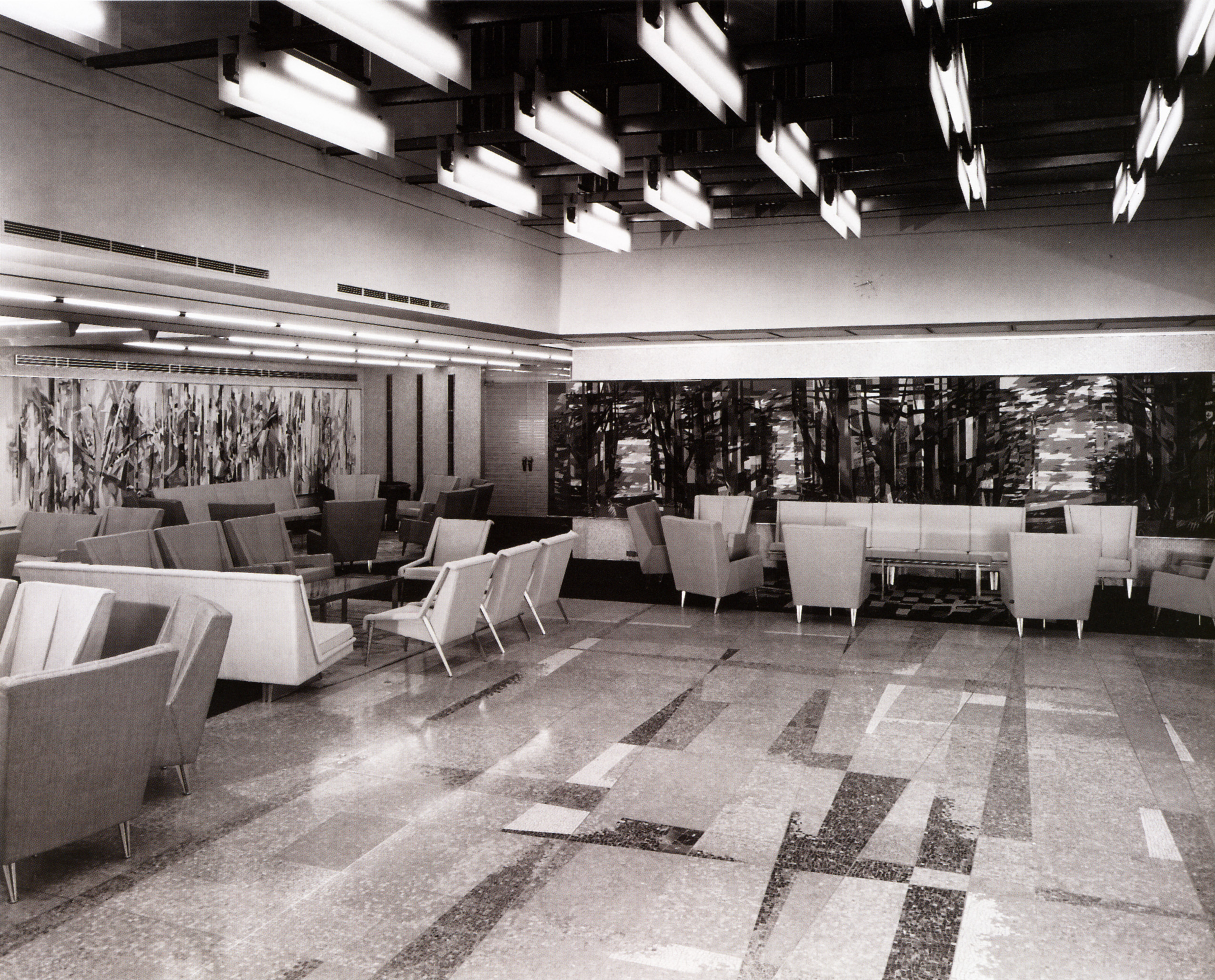
Le grand salon de première classe du Paquebot France en 1962.

- 3 février : premier voyage transatlantique du France[5].
- 7 février : dix attentats OAS ont lieu à Paris en deux heures contre les domiciles de plusieurs personnalités[6] dont celui d'André Malraux où une fillette, Delphine Renard, est gravement blessée aux yeux[8].
- 8 février : affaire de la station de métro Charonne. Manifestation contre l’OAS à la Bastille à l’appel des syndicats, du PSU et du PCF, malgré l’interdiction du gouvernement. La répression policière est violente, notamment au métro Charonne où huit personnes sont tuées, entassées dans une bouche de métro après y avoir été refoulées par la police[9].
- 13 février : immense manifestation pour l'enterrement au cimetière du Père-Lachaise des victimes de l'affaire de la station de métro Charonne, qui réunit 500 000 Parisiens[6].

### Mars
- 1er mars : arrestation des membres du réseau OAS de Bretagne[6].
- 7 mars : reprise de la conférence d’Évian[10].
- 7 mars-8 avril : recensement de la population 46 530 000 habitants. La population de l’agglomération parisienne a augmenté de un milion d'habitants en huit ans[11].
- 10 mars : attentat d'Issy-les-Moulineaux. L'explosion d'une voiture piégée fait trois morts et quarante-sept blessés[6].
- 15 mars : assassinat de six dirigeants de centres sociaux à El Biar par l’OAS[12].
- 18 mars : signature des accords d'Évian accordant l’indépendance à l’Algérie[10].

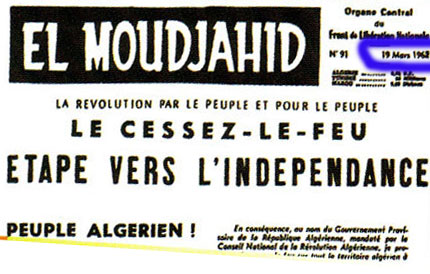
Une du journal du FLN El Moudjahid numéro 91 du 19 mars 1962.

- 19 mars : cessez-le-feu en Algérie en application des accords d'Évian[10].
- 22 mars : Jacques Mesrine est incarcéré pour la première fois dix-huit mois à la maison d’arrêt d’Évreux, après le braquage manqué d’une agence bancaire[13].
- 23 mars : affrontement dans le quartier populaire de Bab El Oued à Alger entre les forces armées françaises et l'OAS[6].
- 25 mars : le dirigeant de l'OAS Edmond Jouhaud est arrêté à Oran[14].

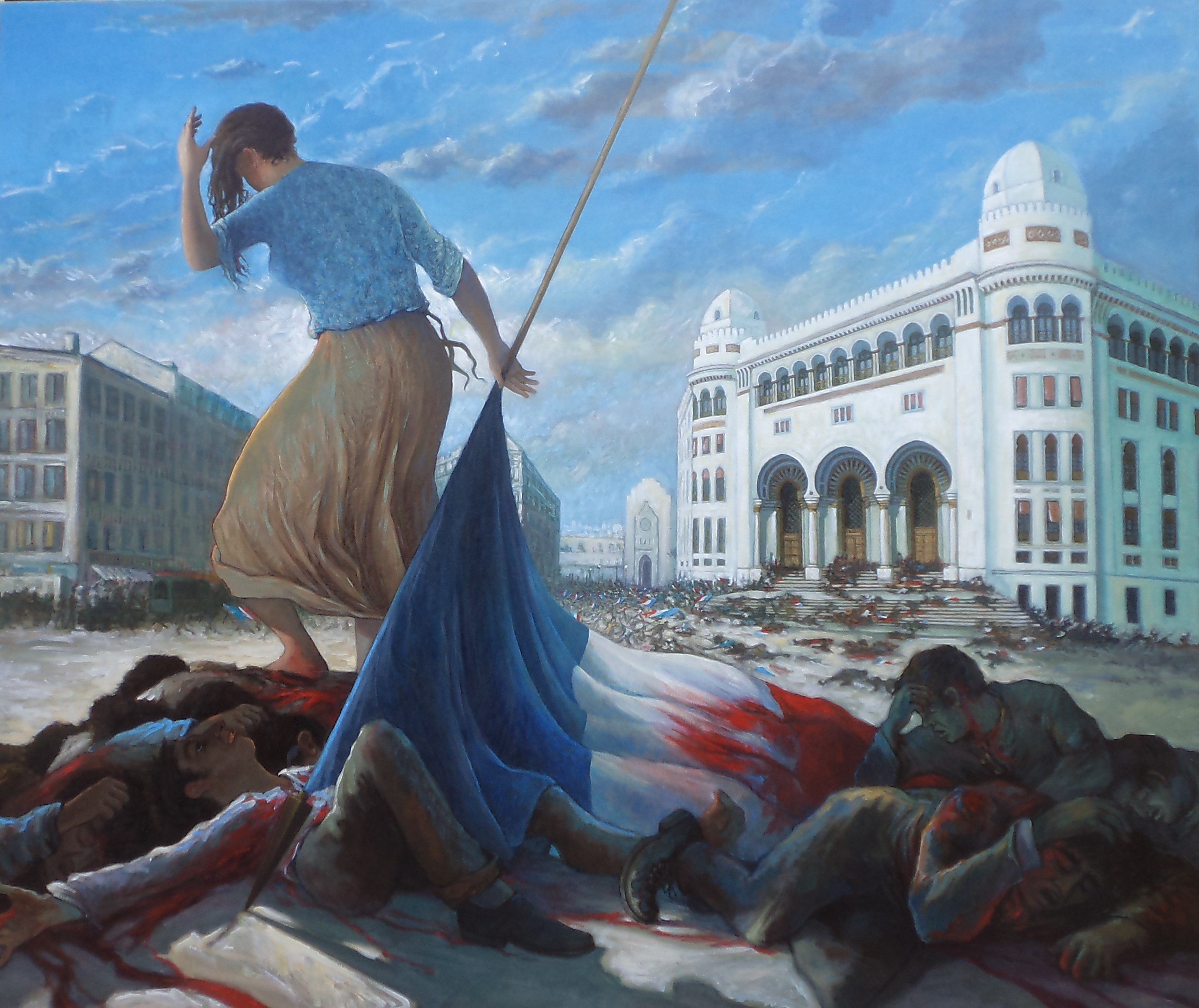
Fusillade du 26 mars 1962, Rue d'Isly. Toile de Jean-François Galéa.

- 26 mars : fusillade de la rue d’Isly. Quatre mille Pieds-noirs manifestent pacifiquement dans le quartier populaire de Bab El-Oued à Alger et approchent de la grande poste par la rue d’Isly, lorsqu’à 15 heures un soldat d’un barrage de l’armée française ouvre le feu sur la foule. Il est suivi par les autres militaires paniqués. La fusillade qui va durer douze minutes fait officiellement 46 morts (56 selon d’autres sources) et 150 blessés (200 blessés selon d’autres sources)[12].

### Avril
- 6 avril : Roger Degueldre, chef des commandos deltas est arrêté[14].
- 8 avril : référendum sur les accords d'Évian en métropole : 90 % de oui[10].
- 9 avril : fermeture des facultés à Alger, et le 11 d’une partie du port d’Alger à cause de l’OAS qui veut empêcher le départ des Européens ; le 27 avril, l’OAS s’attaque aux sociétés de réservations[15].
- 11 avril : sortie en salle de Cléo de 5 à 7, film d'Agnès Varda[16].
- 13 avril : le général Edmond Jouhaud est condamné à mort, peine commuée en détention criminelle à perpétuité par le Président de la République le 28 novembre[17].
- 14 avril : en désaccord avec de Gaulle sur l’opportunité d’élections anticipées, le Premier ministre Michel Debré démissionne. Georges Pompidou forme le nouveau gouvernement[18].
- 15 avril[19] : recul de l'Union calédonienne aux élections territoriales néo-calédoniennes[20].
- 20 avril : arrestation à Alger du général Raoul Salan, chef de l'OAS, condamné en mai à la prison à vie[21].

### Mai
- 1er mai : accident de Béryl, un nuage radioactif s'échappe à la suite d'un essai nucléaire souterrain à Reggane[22].
- 2 mai : terreur en Algérie. Un attentat terroriste à la voiture piégée est commis au port d’Alger par des membres de l’OAS. Il fait plus de 60 morts et 150 blessés. Le 10 mai, sept femmes de ménage algériennes qui travaillaient pour des familles européennes sont assassinées par l’OAS au centre d’Alger. En réaction, le Si Azzedine, commandant de la zone autonome d’Alger ordonne l’exécution de tous les Français détenus[23].
- 11 mai : sortie du film Un singe en hiver, réalisé par Henri Verneuil, comédie dramatique adaptée du roman éponyme d'Antoine Blondin, il est notamment interprété par Jean Gabin et Jean-Paul Belmondo[24].
- 12 mai : télégramme du ministre d’État aux autorités militaires Louis Joxe au haut-commissaire en Algérie Christian Fouchet stipulant que « les supplétifs débarqués en métropole en dehors du plan général de rapatriement seront en principe renvoyés en Algérie »[25].
- 15 mai : lors d'une conférence de presse, Charles de Gaulle rejette l'Europe intégrée et défend le principe d’une « Europe des États »[26] ; démission des ministres MRP.
- 19 mai : début du rapatriement massif des européens d’Algérie. Un pont aérien est établi entre Alger et la France[15]. Plus de 900 000 Français d'Algérie et 91 000 Harkis se réfugient en France.
- 23 mai : le général Salan est condamné à la réclusion à perpétuité, ayant obtenu des circonstances atténuantes[21].
- 25 mai : sortie de Madame Sans-Gêne, film franco-hispano-italien de Christian-Jaque[27].

### Juin
- 2 juin : accident du vol Air France 007 Paris-Atlanta ; un Boeing 707 s'écrase au décollage sur l'aéroport d'Orly et provoque la mort de 122 passagers et de huit membres de l'équipage[28].
- 7 juin : pour la première fois, deux terroristes de l’OAS, Albert Dovecar et Claude Piegts, condamnés à mort, sont fusillés au fort du Trou-d'Enfer[29].
- 7 juin : les commandos Delta incendient la bibliothèque universitaire d’Alger. Point culminant de la « politique de la terre brûlée » menée par l’OAS[30].

- 17 juin : l'accord Mostefaï-Susini signé entre le FLN et l'OAS marque la fin effective de la guerre d'Algérie[15].
- 22 juin : le vol 117 d'Air France s'écrase en Guadeloupe avec 113 personnes à bord, toutes tuées[32].
- 24 juin : départ du 49e Tour de France depuis Nancy. Les équipes nationales ou régionales sont remplacées par des équipes privées, sponsorisées par des marques[33].
- 27 juin :
  - capitulation de l’OAS[15].
  - dans la nuit, le sculpteur Christo élève un mur de 240 barils de pétrole dans la rue Visconti à Paris, en réponse au mur de Berlin édifié un an plus tôt[34].
- 30 juin : une ordonnance du cardinal Feltin, archevêque de Paris, décrète la fin de l'obligation du port de la soutane pour les prêtres catholiques[35].

### Juillet
- 1er juillet :
  - la population algérienne se prononce à 99,7 % des suffrages exprimés pour l’indépendance, lors du référendum d’autodétermination[10].
  - parution du premier numéro du magazine Salut les copains ![36].
- 2-8 juillet : visite officielle de Konrad Adenauer en France. Le communiqué final annonce la prochaine réconciliation franco-allemande[37].
- 3 juillet : la France reconnaît officiellement l’indépendance de l’Algérie[21]. Transfert de souveraineté à l’exécutif provisoire de l’État algérien[38]. Le gouvernement français donne l’ordre d’ouverture des frontières[39].
- 5 juillet : massacres de pieds noirs et de musulmans à Oran et dans l'Oranie[21]. Les conditions d'intervention des troupes du général Katz demeurent troubles.
- 6 juillet : Roger Degueldre, militant des commandos Delta, est fusillé au fort d'Ivry[29].

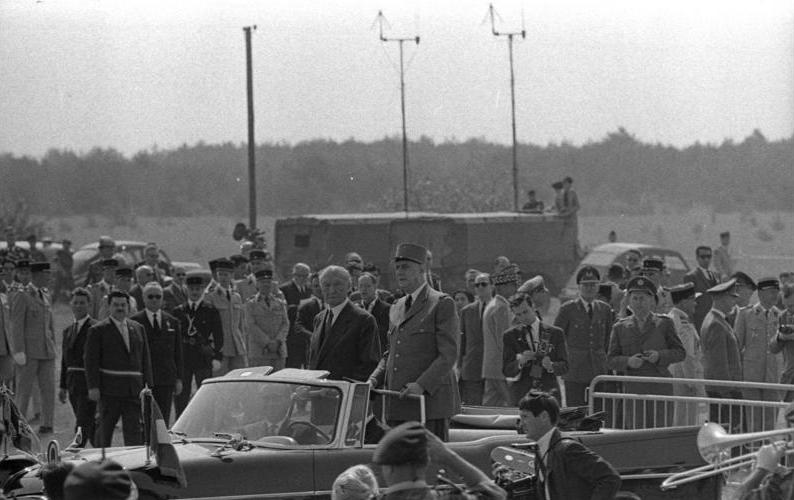
Défilé militaire à Mourmelon près de Reims en présence du chancelier Konrad Adenauer et du président Charles de Gaulle le 8 juillet.

- 8 juillet : Charles de Gaulle et Konrad Adenauer scellent la réconciliation franco-allemande à Reims[37].
- 11 juillet : première transmission télévisée entre la France et les États-Unis en Mondovision depuis Pleumeur-Bodou à Andover via le satellite Telstar 1[40].

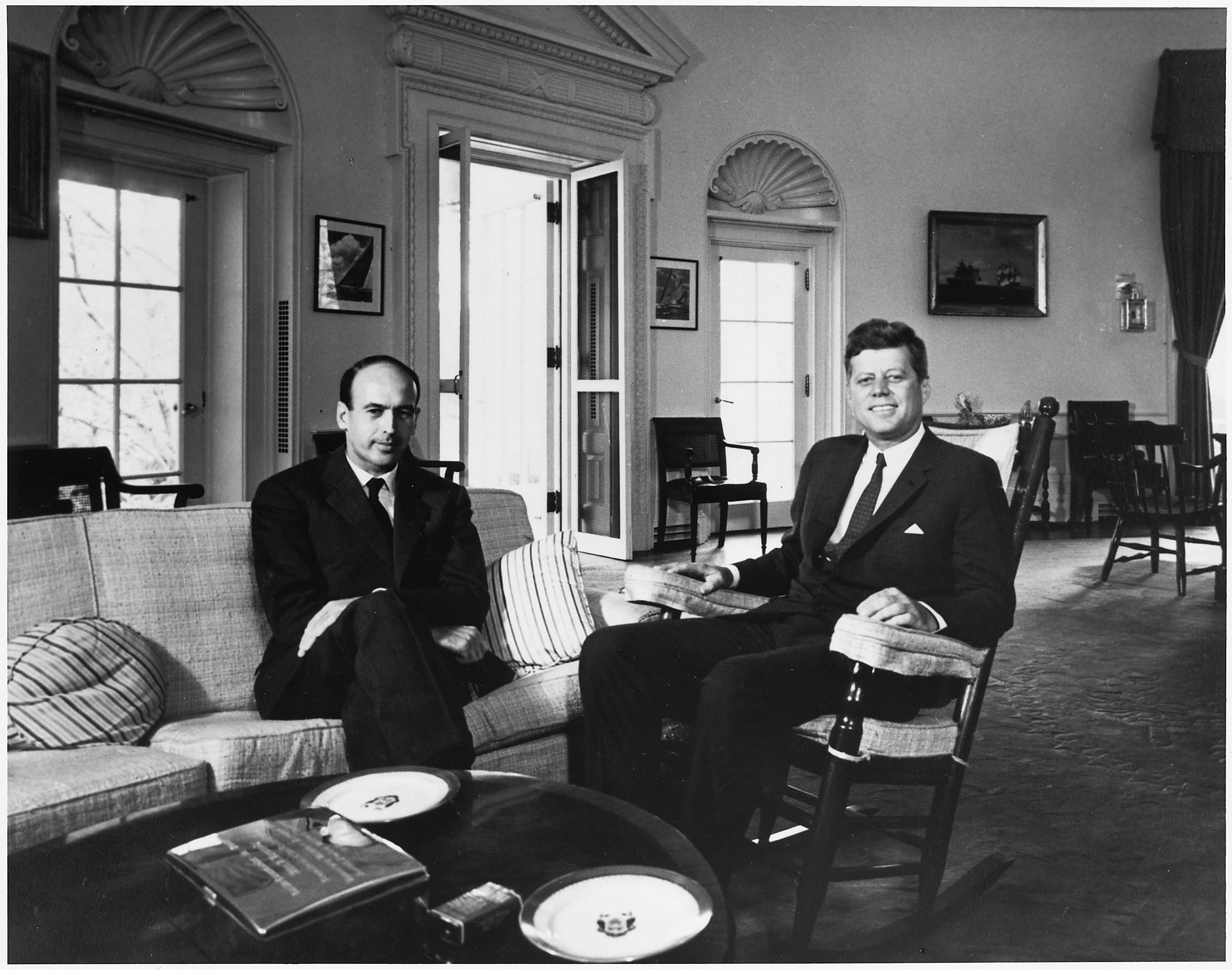
20 juillet : entrevue entre le ministre des Finances français Valéry Giscard d'Estaing et le président Kennedy au bureau ovale de la Maison-Blanche.

- 12 juillet : remboursement par anticipation d'une partie des emprunts consentis à la France par les États-Unis dans le cadre du plan Marshall, soit 293 400 000 dollars[5]
- 15 juillet : 3e victoire de Jacques Anquetil dans le Tour de France cycliste devant le Belge Jef Planckaert et le Français Raymond Poulidor[41].
- 17 juillet : début des massacres de harkis[42]. Le FLN massacre de 30 000 à 80 000 harkis[43].
- 20 juillet : la Chambre adopte en première lecture par 376 voix contre 11 la loi complémentaire à la loi d'orientation agricole de 1960 proposée par Edgard Pisani, promulguée le 8 août[44] ; indemnité viagère de départ visant à accroître la réunion progressive des parcelles agricoles, remaniement du crédit aux agriculteurs pour faciliter l'achat de matériel moderne, mesures sociales pour augmenter le revenu du paysan[45]. Il en résulte une progression spectaculaire de la productivité de l’agriculture française, allant de pair avec une diminution notable de la population agricole.
- 27-28 juillet : manifestation dans l'Orne contre le cumul des terres par des professions non agricoles ; la propriété de l'acteur Jean Gabin dans le canton de L'Aigle est envahie par 700 agriculteurs qui protestent contre la centralisation des terres[46].

### Août
- 1er août : entrée en vigueur de la politique agricole commune (PAC)[47].
- 4 août : loi Malraux pour la protection du patrimoine[48].
- 8 août : loi permettant la création de Groupement agricole d'exploitation en commun (GAEC) et de groupements agricoles fonciers (GAF)[49].
- 14 août : jonction des équipes de forage françaises et italiennes du tunnel du Mont-Blanc[50].
- 16 août : rétablissement des relations diplomatiques entre la France et la Tunisie[51].
- 22 août : attentat manqué de l’OAS au rond-point du Petit Clamart contre le Général de Gaulle[37].
- 28 août : signature de neuf protocoles, conventions et accord franco-algérien ; protocole pour les conditions d'exercice des agents français en service en Algérie, protocoles financiers, protocole judiciaire, protocole pour l'exploitation du pétrole au Sahara[52]...
- 29 août : sortie de Boccace 70 (Boccaccio '70), film franco-italien de Mario Monicelli, Federico Fellini, Luchino Visconti et Vittorio De Sica[53].

### Septembre

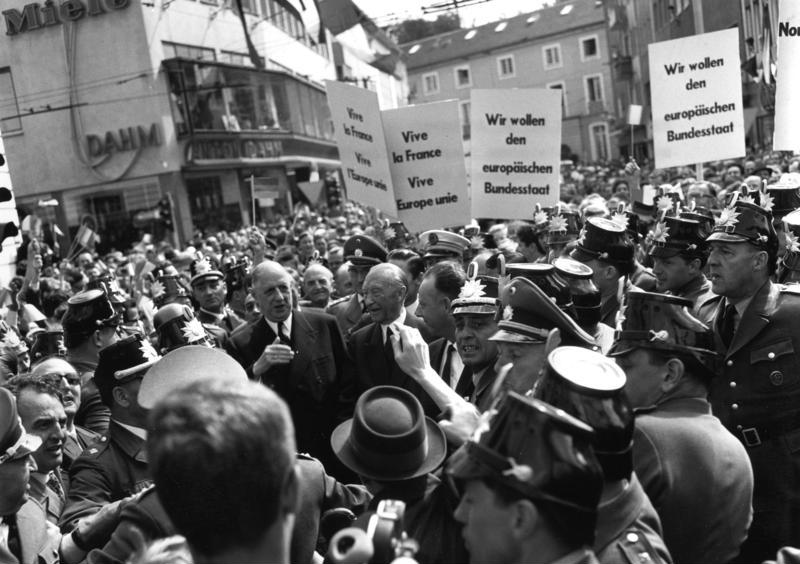
Le chancelier Konrad Adenauer et le président français Charles de Gaulle à Bonn en septembre 1962.

- 4 - 9 septembre : voyage officiel de Gaulle en Allemagne, marquant la réconciliation franco-allemande[37].
- 20 septembre : dans une allocution au journal télévisé, De Gaulle annonce un référendum sur l'élection du président de la République au suffrage universel, qui se tiendra le 28 octobre[54].
- 22 septembre : ouverture d’une information contre Jacques Soustelle pour complot contre l’autorité de l’État[55].
- 23 septembre : élections sénatoriales[56].

### Octobre
- 1er octobre : le Conseil d’État estime inconstitutionnel le recours à l’article 11 (référendum) pour réviser la Constitution[57].
- 4 octobre : l’évacuation de la base navale de Bizerte par les Français est annoncée pour le 15 octobre 1963[58].
- 4-5 octobre : une motion de censure est votée par l'Assemblée nationale contre le gouvernement Pompidou grâce à l'article 49-2 de la constitution pour exprimer le refus de la proposition de réforme du mode d'élection du président de la république[54]. C'est la première motion de censure adoptée sous la Ve république[59], qui en a connu une cinquantaine.
- 6 octobre : démission du gouvernement Pompidou. Il reste en fonction à la demande du Chef de l'État jusqu'à la veille des élections législatives pour expédier les affaires courantes[59].
- 10 octobre : de Gaulle dissout l'Assemblée nationale[54].
- 13 octobre : mise en place d'un contrôle douanier décidé par de Gaulle entre la France et Monaco. Il ne dure que quelques heures et visait à mettre la pression sur le Prince[60],[61].
- 17 octobre : grève à la Radiodiffusion-télévision française ; des sanctions sont prises contree les « 3 P » Georges Penchenier, Joseph Pasteur et Michel Péricard, tous trois licenciés ou mutés[62].
- 18 octobre : de Gaulle annonce dans une allocution radiotélévisée qu’il se retirera si sa proposition du 20 septembre est rejetée ou timidement acceptée[63].
- 19 octobre : arrêt Canal, Robin, Godot ; le Conseil d'État annule l'ordonnance du Général de Gaulle qui avait institué la Cour militaire de justice 5 mois plus tôt[64].
- 20 octobre : décret sur le droit de préemption des SAFER en cas de vente de terres agricoles[65].
- 28 octobre : référendum sur l'élection au suffrage universel du président de la République[37] ; 62 % de oui. Dans son allocution consacrée aux élections législatives, de Gaulle demande aux électeurs de confirmer leur vote au référendum et condamne le « régime désastreux des partis »[63].

### Novembre
- 5 novembre : les syndicats de la Radiodiffusion-télévision française appellent à une grève générale d'une heure entre 20 heures et 21 heures[62].
- 18 et 25 novembre[54] : large victoire gaulliste aux élections législatives. Au second tour, l’Union pour la nouvelle République (UNR) alliée à l’Union démocratique du travail (UDT) remporte 233 sièges sur 482. L’appoint de 35 républicains indépendants donne la majorité absolue[66].
- 22 novembre : mort au Havre de l’homme d’État René Coty, dernier président de la IVe République[63].
- 29 novembre : un accord franco-anglais est signé pour la création du projet d'avion supersonique Concorde. Son coût est chiffré entre 5 et 6 milliards de francs[67].

### Décembre
- 3-7 décembre : réunie à Paris, l’Assemblée de l’Union européenne occidentale se prononce en faveur d’une force nucléaire de l’OTAN[68].
- 7 décembre : constitution du deuxième gouvernement Pompidou[63].
- 13 décembre : l'Assemblée Nationale approuve par 268 voix contre 116 et 69 abstentions la déclaration de politique générale du gouvernement Pompidou[63]. « Pour la France, 1962 aura été l'année de la solution définitive du drame algérien, solution laborieuse mais qui, engagée de façon irréversible dès 1959 par la promesse de l'autodétermination mise en train par les accords d'Évian, a été sanctionnée par le référendum du 8 avril dernier et par la création d'un nouvel État algérien. 1962 aura été ensuite, par le référendum du 28 octobre et par la consultation populaire d'où est sortie votre Assemblée, une année décisive pour la consolidation de la Ve République comme pour l'orientation durable de notre vie politique ».

- 14 décembre : le paquebot France emmène La Joconde à New York, pour son exposition à Washington[69].
- 17 décembre :  les entretiens entre les ministres des Affaires étrangères Schröder et Couve de Murville aboutissent à la conclusion d’un accord de principe entre la France et la RFA sur la coopération politique, militaire, économique et culturelle[70].
- 22 décembre-5 mars 1963 : vague de froid en Europe[71].
- 23 et 24 décembre : manifeste de l'OJAM (Organisation de la jeunesse anticolonialiste de la Martinique) qui rejette le statut de 1946 et déclare « La Martinique aux martiniquais »[72].
- 28 décembre : accord d’entreprise chez Renault. Quatrième semaine de congés payés[73].

## Naissances en 1962
- Voir article détaillé Naissances en 1962

## Décès en 1962
- Voir article détaillé Décès en 1962